# Nagroda im. Jarosława Ziętary za dziennikarstwo śledcze
Nagroda im. Jarosława Ziętary za dziennikarstwo śledcze – coroczna nagroda przyznawana od 2023 dla najlepszych polskich dziennikarzy śledczych.
Nagroda Ziętary została powołana 1 września 2022 przez przedstawicieli Komitetu Społecznego im. Jarosława Ziętary, Press Club Polska oraz rodzinę, w trzydziestą rocznicę uprowadzenia a następnie zamordowania dziennikarza Jarosława Ziętary.

## Zasady
Nagroda im. Jarosława Ziętary za dziennikarstwo śledcze jest przyznawana dziennikarzom tworzącym w języku polskim, za publikacje w mediach tradycyjnych (prasie, radiu, telewizji, agencji prasowej) i w Internecie, będące efektem dziennikarskiego śledztwa.
Jury kieruje się następującymi kryteriami:
- poruszania tematu społecznie ważnego,
- efektów publikacji,
- skali podjętego przez dziennikarza ryzyka podczas zbierania oraz na skutek publikacji materiału,
- zakresu pracy dziennikarza włożonej w śledztwo,
- bezstronności materiału,
- poziomu warsztatowego i językowego.

## Laureaci
- 2025 – Anna Gielewska z zespołem za publikację Magnes z Putinem na portalu Frontstory.pl[5]
- 2024 – Katarzyna Włodkowska za cykl publikacji: W redakcji Andrzeja Skworza. „Odliczam. Aż się rozryczysz i wyjdziesz” oraz Przemiany nie było. Po publikacji reportażu o pracy w redakcji Andrzeja Skworza w Dużym Formacie (Gazeta Wyborcza)[6].
- 2023 – Piotr Świerczek za materiał Siła kłamstwa, opublikowany na antenie TVN24[7][8].